# Ichneumon leucocoxalis
Ichneumon leucocoxalis là một loài tò vò trong họ Ichneumonidae.